# Риддербуш, Карл
Карл Риддербуш (нем. Karl Ridderbusch; 29 мая 1932, Рекклингхаузен, Провинция Вестфалия — 21 июня 1997, Вельс, Верхняя Австрия) — немецкий оперный певец (бас).

## Биография
Учился на инженера. Приняв участие в любительском конкурсе в Дюссельдорфе, был замечен тенором Рудольфом Шоком и по его настоянию стал учиться пению в Дуйсбурге, затем в Эссене.
Дебютировал в 1961 году в Мюнстере. В 1964 г. переехал в Эссен, с 1965 г. работал в Немецкой опере на Рейне (Дюссельдорф/Дуйсбург).
Выступал в Германии (Дюссельдорф, Дуйсбург, Гамбург), в Метрополитен Опера (дебют в партии Хундинга в «Валькирии» — 1967), в Парижской (1967) и Венской опере (с 1968), в Ковент-Гардене (с 1971 — партии Хундинга, Хагена в «Гибели богов»). Гастролировал в Ла Скала, театре «Колон», Гранд-Опера и др.
Неоднократно выступал на Байрёйтском фестивале, Зальцбургском пасхальном фестивале (Ганс Сакс в «Нюрнбергских мейстерзингерах», дирижёр Г.Караян; 1974).

### Семья
Был дважды женат. Два сына, дочь.

## Творчество
Обладал великолепно резонирующим, густым голосом. В его репертуаре были драматические и комические роли; особенно ценилось исполнение им партий в операх Р. Вагнера.

### Избранные оперные партии
- Генрих VIII — «Анна Болейн» Г. Доницетти
- Филипп II — «Дон Карлос» Дж. Верди
- Зарастро — «Волшебная флейта» В. А. Моцарта
- Король Марк — «Тристан и Изольда» Р. Вагнера
- Погнер; Ганс Сакс — «Нюрнбергские мейстерзингеры» Р. Вагнера
- Титурель; Гурнеманц — «Парсифаль» Р. Вагнера
- Даланд — «Летучий голландец» Р. Вагнера
- король Генрих — «Лоэнгрин» Р. Вагнера
- Фазольт — «Золото Рейна» Р. Вагнера
- Фафнер — «Зигфрид» Р. Вагнера
- Герман — «Тангейзер» Р. Вагнера
- барон Оукс — «Кавалер розы» Р. Штрауса
- Рокко; Дон Пизарро — «Фиделио» Л. Бетховена
- Ван Бетт — «Царь и плотник» А. Лорцинга
- Фальстаф — «Виндзорские проказницы» О. Николаи
- Кецал — «Проданная невеста» Б. Сметаны
- Каспар — «Вольный стрелок» К. М. Вебера
- Доктор — «Воццек» А. Берга

Многие из партий существуют также в записях.